# The Princess Switch 3: Romancing the Star
The Princess Switch 3: Romancing the Star es una película estadounidense de 2021 del género comedia romántica navideña dirigida por Mike Rohl y escrita por Robin Bernheim Burger, basada en los personajes creados por Burger y Megan Metzger. Es la tercera película de la franquicia original de Netflix The Princess Switch, y está protagonizada por Vanessa Hudgens, Sam Palladio, Suanne Braun y Nick Sagar. La historia sigue a Margaret Delacourt, la duquesa de Montenaro, Stacy Juliette De Novo Wyndham, princesa de Belgravia y Lady Fiona Pembroke, prima de Margaret. Cuando se roba una reliquia de Navidad de valor incalculable, el trío se une y busca a un misterioso ladrón de joyas.
La película está producida por Hudgens y Brad Krevoy, y se estrenó en Netflix el 18 de noviembre de 2021.

## Sinopsis
La princesa Stacy Wyndham de Belgravia y Lady Margaret Delacourt, reina de Montenaro, se reúnen para organizar un tradicional festival navideño en Montenaro, durante el cual el Vaticano presta a la reina uno de sus tesoros más invaluables, la Estrella de la Paz, para exhibirlo. Desafortunadamente, antes de que concluya el festival, la estrella es robada y la policía no tiene pistas. Para evitar una crisis diplomática, Stacy y Margaret recurren a su antigua némesis, Lady Fiona Pembroke, en busca de ayuda y, en poco tiempo, descubren que la Estrella está retenida en la colección de un rico y corrupto hombre de negocios. Con la ayuda del ex criminal de Fiona, Peter, las chicas deben organizar un elaborado atraco para recuperar la Estrella, que incluye a Stacy y Margaret haciéndose pasar por Fiona.

## Reparto
- Vanessa Hudgens como
  1. Stacy Juliette De Novo Wyndham, princesa de Belgravia y esposa de Edward.
  2. Lady Margaret Katherine Claire Delacourt, reina de Montenaro (ex duquesa de Montenaro), esposa de Kevin y madrastra de Olivia.
  3. Lady Fiona Pembroke, prima de Margaret.[3]
- Nick Sagar como Kevin Richards, esposo de Margaret y príncipe consorte de Montenaro.
- Sam Palladio como Edward Wyndham, príncipe de Belgravia y esposo de Stacy.
- Remy Hii como Peter Maxwell, ex de Fiona.
- Will Kemp como Hunter Cunard, un hotelero internacional suave y sofisticado.
- Amanda Donohoe como Bianca Pembroke.
- Suanne Braun como Sra. Donatelli.
- Mark Fleischmann como Frank De Luca.
- Ricky Norwood como Reggie.
- Florence Hall como Mindy.
- Mia Lloyd como Olivia Richards, princesa de Montenaro, hija de Kevin y hijastra de Margaret.
- Chidi Ajufo como Guardia de seguridad de traje negro #2
- Theo Devaney como Simon.
- Robin Soans como Elf man.
- Hazel Beattie como madre superiora.

## Producción
En noviembre de 2020, Netflix confirmó que se estaba preparando una tercera película de la serie, The Princess Switch 3: Romancing the Star. El rodaje comenzó en Escocia a fines de 2020, con un estreno anticipado durante las vacaciones de Navidad en 2021. La película se estrenó el 18 de noviembre de 2021.